# Druk

Bandiera del Bhutan, raffigurante il druk

Il Druk (in dzongkha: འབྲུག) è il "Drago del Tuono" della mitologia tibetiana e bhutanese, nonché simbolo nazionale di quest'ultimo stato. Il druk appare nella bandiera del Bhutan, con in mano dei gioielli, volti a rappresentare la ricchezza.
In Dzongkha, il druk è chiamato Druk Yul (Druk delle Terre), e i re bhutanesi sono chiamati Druk Gyalpo, "Re Drago".